# Chien chinois à crête
 (mai 2021).
Si vous disposez d'ouvrages ou d'articles de référence ou si vous connaissez des sites web de qualité traitant du thème abordé ici, merci de compléter l'article en donnant les références utiles à sa vérifiabilité et en les liant à la section « Notes et références ».
Le chien nu chinois, ou chien chinois à crête, est une race de chien à peau nue.

## Bref aperçu historique
Comme tous les chiens à peau nue, le chien chinois à crête a des origines anciennes et quelque peu floue, etc. Cependant, ce chien si original était déjà connu au XIIe siècle av. J.-C.[réf. souhaitée] ; il portait des noms différents selon l'endroit où il vivait. De nombreuses hypothèses s'affrontent donc, concernant son pays d'origine.
Bien que nommé chien chinois, son ancêtre serait originaire d'Indochine, la région actuelle du Vietnam et du Cambodge. Ces régions étant très irriguées, le poil du houppette s'est éclairci pour sécher plus rapidement. Cela permet au houppette d'éviter les maladies de peau associées à un poil humide. L'Homme a ensuite développé des variétés avec de moins en moins de poil, jusqu'à obtenir les variétés que nous connaissons aujourd'hui.
Le chien chinois à crête est un chien d'agrément pour les Occidentaux, mais ce n'est pas le cas dans son pays d'origine. Il y est utilisé pour chasser les rats et vermines lors du transport de la nourriture pour le commerce. Ce transport se fait souvent par bateau. À la vente, il est coutume que le chien soit vendu aussi avec la marchandise. Ce fait explique sa dispersion à travers différents pays. Comme l'atteste le tableau de Lucas Cranach l'Ancien, Portrait d'Henri IV de Saxe et de Catherine de Mecklembourg, datant du XVIe siècle (musée de Dresde), sur lequel figure un petit chien répondant aux caractéristiques d'un chien chinois à crête.

## Description
Taille : La taille idéale[Selon qui ?] pour les mâles est de 28 à 33 cm et pour les femelles, de 23 à 30,5 cm. Plus ou moins 2 cm sont admis.
Constitution : En moyenne de 3 à 5 kg.
Poil : Nu ou houppette à cendre.
Aspect général : petit chien actif et gracieux ; ossature fine à moyenne. Le corps est soit lisse et dépourvu de poil sauf à la tête, aux pieds et à la queue, soit entièrement recouvert d'un voile formé d'un fin duvet soyeux. Dans cette race, il existe des chiens de deux types différents : un type racé à ossature fine, dit « deer type », et un type à ossature et constitution plus lourdes, dit « cobby type ».
Comportement / Caractère : enjoué, jamais méchant.

## Variétés
Le chien nu chinois est une race plutôt rare mais qui rencontre de plus en plus de succès[réf. souhaitée]. Ainsi, on compte de plus en plus d'élevages en Europe. Il en existe deux variétés : 
- le chien nu à crête, qui théoriquement est glabre sur le corps excepté la tête, la queue et les pieds et ses poils sont appelés « garnitures »; toutefois il existe également des chiens présentant plus ou moins de poils disgracieux sur le corps appelés en anglais moderate, ou semi-coat, et hairy : ces chiens ont des garnitures plus importantes et doivent être épilés pour les compétitions.
- le houppette à cendre (variété poilue)

C'est un chien de petite taille et d'un caractère affectueux ; il est sensible et très attaché à son maître.
Le chien nu chinois est un petit chien adorable, très affectueux, doux, sensible et très original par son apparence et son caractère. Il est très énergique voire exubérant. 
Le houppette à cendre (variété poilue de la même race) possède un poil très fin, soyeux et long. Il est parfois plus calme que le nu. Il est souvent blanc ou beige, mais toutes les couleurs existent. La plupart du temps, il est présenté le museau rasé comme les caniches.
Son apparence peut rappeler étonnamment le lévrier afghan (miniature) lorsqu'il a les oreilles pendantes.

## Dans la fiction
Un personnage de chienne chinoise à crête, nommé Iris, apparaît dans chaque épisode de la série animée en 3D française Mike, une vie de chien, diffusée à partir de 2019.
Un chienne chinoise a crete incarne le personnage de Dogpool dans Deadpool et Wolverine